# Recław (stacja kolejowa)
Recław – stacja kolejowa w Recławiu, w województwie zachodniopomorskim, w Polsce. Obecnie na stacji nie zatrzymują się żadne pociągi pasażerskie. Jest to ostatnia stacja na linii nr 401, położona na stałym lądzie. Następna przystanek w kierunku Świnoujścia, Wolin jest położony już na wyspie Wolin.

## Ruch pasażerski
| Rok  | Wymiana pasażerska na dobę |
| ---- | -------------------------- |
| 2017 | 0-9                        |
| 2022 | 0-9                        |
| 2023 | 0-9                        |
|      |                            |